# 마르코 폴로 호텔스 그룹
마르코 폴로 호텔스 그룹(영어: Marco Polo Hotels Group, 중국어: 馬哥孛羅酒店集團)은 홍콩에 본사를 둔 호텔 체인이다.

## 호텔
- 홍콩
  - 마르코 폴로 홍콩
  - 마르코 폴로 게이트웨이 홍콩
  - 프린스 마르코 폴로 홍콩

- 중국
  - 마르코 폴로 파크 사이드 베이징
  - 마르코 폴로 선전
  - 마르코 폴로 샤먼
  - 마르코 폴로 우한

- 필리핀
  - 마르코 폴로 다바오
  - 마르코 폴로 플라자 세부